# Isaak Mannheimer
Isaak Noah Mannheimer (né le 17 octobre 1793 à Copenhague, mort le 17 mars 1865 à Vienne) est un rabbin réformiste dano-autrichien.

## Biographie
Après l'émancipation des Juifs au Danemark en 1814, Mannheim devient l'un des premiers catéchèses royaux. Après s'être rendu en 1821 à Vienne et mis en place un programme d'harmonisation entre les rites orthodoxes et réformés, il revient à Copenhague puis passe les deux années suivantes à Berlin et Hambourg. En 1824, il est nommé à la tête de l'école israélite de Vienne. Avant l'existence juridique de l'Israelitische Kultusgemeinde Wien, il obtient le titre de prédicateur puis en 1852 de rabbin.
Il prêche le sermon lors de la pose de la première pierre du Stadttempel en 1825. En 1848, il organise avec le catholique Anton Flüster des "funérailles œcuméniques" pour les morts de la Révolution de Mars. Il est élu de la ville de Brody pour le Reichstag. Pour son 70e anniversaire en 1863, il est fait citoyen d'honneur de Vienne. Deux ans plus tard, le rabbin meurt à la synagogue de Seitenstettengasse. Il est enterré au cimetière juif de Währing puis ses cendres sont transférés au cimetière central de Vienne.

## Œuvre
Isaak Mannheimer est un représentant du judaïsme réformé ; il prêche dans des synagogues réformés à Berlin, Hambourg et Leipzig. Dans sa catéchèse à Copenhague, il ne fait pas tous ses discours en hébreu et reprend de la musique de compositeurs chrétiens. Dans les dernières années de son ministère à Vienne, il s'éloigne du réformisme et se tourne vers une forme plus modérée, considérant l'hébreu comme essentiel. Dans sa prédication, qu'il appuie d'aspects didactiques, il reprend des éléments de théologie chrétienne. Le "rite viennois" ou "rite de Mannheimer" influence les communautés juives en Autriche, en Hongrie, en Bohême et quelques-unes en Allemagne et prévient une division au sein de la communauté viennoise.